# Txapàiev

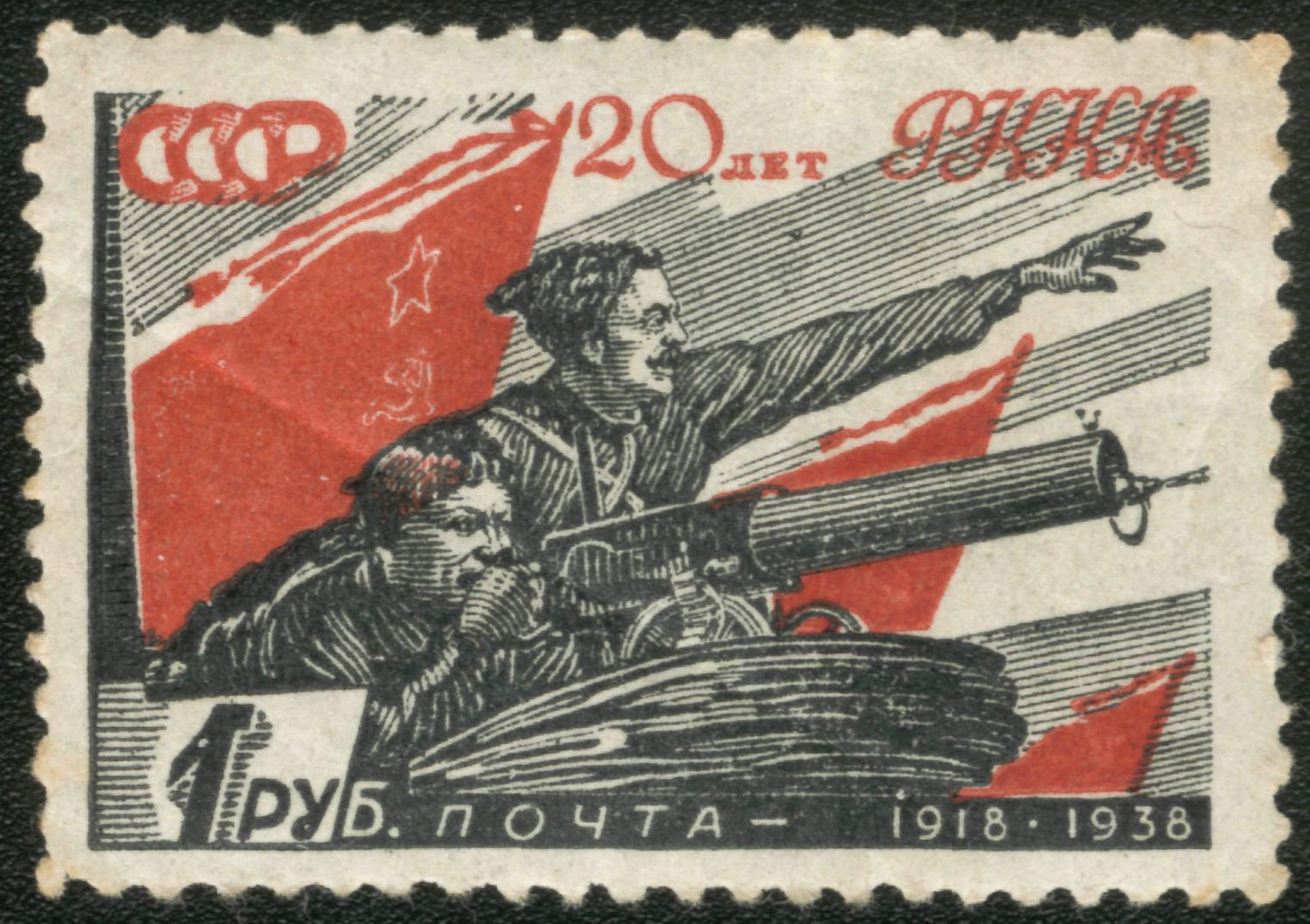
Vassili Txapàiev en un segell soviètic

Txapàiev (en rus Чапаев) és una pel·lícula soviètica de 1934. Va ser dirigida pels germans Vassíliev (Gueorgui i Serguei), de la productora Lenfilm. Aquesta pel·lícula biogràfica conta la història de Vassili Ivànovitx Txapàiev (1887-1919), un llegendari comandant de l'Exèrcit Roig que va arribar a ser un heroi de la Guerra Civil Russa. La trama es basa en la novel·la del mateix nom escrita per Dmitri Fúrmanov, un escriptor rus i comissari bolxevic que va lluitar juntament amb Txapàiev.
Immediatament després del seu lliurament (estrenada el 6 de novembre de 1934 a Leningrad al cinema teatre Titan), la pel·lícula es va convertir en una de les creacions més populars de la història del cinema soviètic. El primer any va ser vista per 30 milions de persones només a l'URSS.
Va ser premiada com a Millor Pel·lícula Estrangera pel National Board of Review dels Estats Units el 1935 i amb el Gran Premi de l'Exposició Universal de París el 1937.
Arran de l'estrena de la pel·lícula, Txapàiev i els seus col·laboradors Petka i Anka van esdevenir personatges recurrents del folklore rus. Aquest trio, al costat del seu comissari polític Fúrmanov, són presents en un gran nombre d'acudits russos.
Durant la guerra civil espanyola va ser estrenada a la zona republicana, on va tenir prou d'èxit, ja que una columna de les Brigades Internacionals va ser anomenada Chapaev. Josep Renau va realitzar els cartells publicitaris de la pel·lícula per a la seua estrena a València.

## Argument
El protagonista és Vassili Ivànovitx Txapàiev, un comandant bolxevic de la Guerra civil russa. El guió està basat en el llibre homònim de Dmitri Fúrmanov. Fúrmanov en realitat era comissari polític de la divisió comandada per Txapàiev. El seu llibre és tanmateix novel·lat i no simplement documental. Al film, Fúrmanov apareix en persona com un dels personatges principals. La imatge èpica de Txapàiev creada per Borís Bàbotxkin és la d'un home sense instrucció, amb poca consciència política confirmada, però que va comprendre instintivament els objectius dels bolxevics i l'art de la guerra revolucionària. (El Txapàiev històric era un home més complex). En una escena famosa, el comandant explica a un dels seus subordinats un atac contra els blancs utilitzant patates que simbolitzaven tal o tal grup militar. Entre els personatges principals, es troba Petka, jove ajuda de camp de Txapàiev, i una jove, Anka, que és responsable de la metralladora. A l'escena final, Txapàiev s'ofega al riu Ural.

## Distribució
- Boris Babotxkin: Txapàiev
- Boris Blinov: Fúrmanov
- Illarion Pevtsov: Coronel Borozdin
- Vàrvara Miasnikova: Anna
- Leonid Kmit: Petka
- Gueorgui Jjionov: Tereixa
- Boris Txirkov: pagès
- Nikolai Simonov: Jikharev
- Serguei Vassiliev
- Stepan Krilov: Potapov